# Włodzimierz Ledóchowski
Wlodimir (o Włodzimierz) Ledóchowski (Loosdorf, 7 de octubre de 1866-Roma, 13 de diciembre de 1942) fue el Vigésimo Sexto General de la Compañía de Jesús.

## Biografía
Nació en Loosdorf, cerca de St. Pölten (Baja Austria), hijo del conde Antoni Halka Ledochowski, y descendiente de la familia Ledochowski. Su tío fue Mieczysław Halka Ledóchowski, sus hermanas, la santa Úrsula Ledóchowska y la beata María Teresa Ledóchowska, y su hermano, Ignacy Kazimierz Ledochowski, un general del ejército polaco.
Estudió en el Theresianum en Viena y durante un tiempo fue paje de la Emperatriz Isabel de Baviera, esposa del Emperador Francisco José I de Habsburgo-Lorena. Estudió Derecho en la Universidad de Cracovia y luego comenzó estudios para el sacerdocio secular. Mientras asistía a la Universidad Gregoriana, decidió hacerse jesuita y entró en la Compañía en 1889. Cinco años más tarde fue ordenado sacerdote jesuita. Al principio se dedicó a escribir, pero pronto se hizo Superior de la residencia de los jesuitas en Cracovia y Rector del Colegio. Se convirtió en el Viceprovincial de Polonia en 1901 y Provincial de Galitzia en 1902.
Desde 1906 hasta febrero de 1915 fue auxiliar de los jesuitas en Alemania.
Después de la muerte de Franz Xaver Wernz, de 49 años de edad, fue elegido el 26.º general de la Compañía de Jesús el 11 de febrero de 1915, en la segunda vuelta.
A pesar de la convulsión de la Primera Guerra Mundial, la Gran Depresión y la Segunda Guerra Mundial, la Compañía creció durante el período de Ledochowski. Convocó a la 27.ª reunión general de los jesuitas que tuvo lugar en Alemania para dar a conocer a la Sociedad con el nuevo código de Derecho canónico (publicado en 1917) y para que las Constituciones jesuitas pudieran estar en consonancia con él. El análisis realizado por Emma Fattorini de los archivos vaticanos del período han mostrado el papel importante que el P. Ledochowski jugó en la redacción de la encíclica contra el comunismo, Divini Redemptoris pero también los obstáculos que puso para que Pío XI no publicara otra encíclica destinada a condenar el antisemitismo.